# 弗利登
弗利登是德国黑森州的一个市镇。总面积49.65平方公里，总人口8615人，其中男性4303人，女性4312人（2011年12月31日），人口密度174人/平方公里。